# Николай Иванов (актьор)
Вижте пояснителната страница за други личности с името Николай Иванов.
Николай Иванов (4 май 1943 - 2 май 2023) е български актьор.

## Биография
Роден е в град Дупница, Царство България. Повече от 50 години е актьор в Народен театър за младежта. Помага за изграждането и развитието на Младежкия театър, където изиграва над 60 роли. Последните години отива в родния си град където изиграва няколко запомнящи се роли в Драматичен театър „Невена Коканова“.
Играе в множество детски представления и кафе-театри заедно с колежката си Вера Среброва, Николай Узунов и Венета Зюмбюлева.
Учавства и в българското кино, като най-запомнящата се роля е тази на Никола Караджов в сериала „Записки по българските въстания“.
Умира на 79 годин на 2 май 2023 г.

## Театрални роли
- „Страхотни момчета“
- „Амадеус“ - реж. Гертруда Луканова
- „Куфар с глупости“  - реж. Николай Поляков
- „Дванайсета нощ“ - реж. Крикор Азарян
- „Кристалният Джакомо“ - реж. Андрей Аврамов
- „Време за любов“  - реж. Александър Попов
- „Тримата мускетари“ - реж. Лиляна Тодорова
- „Съдии на самите себе си“ - реж. Гертруда Луканова
- „Мотопедът“  - реж. Младен Киселов
- „Преди всичко любов“ - реж. Вили Цанков

## Филмография
| Година    | Филми и сериали                     | Серии | Роля                                                                      |
| --------- | ----------------------------------- | ----- | ------------------------------------------------------------------------- |
| 1996      | Бизнесмен                           |       | Дони                                                                      |
| 1987      | Японската кукла                     |       | чичо Камен                                                                |
| 1979      | Само три крачки                     |       |                                                                           |
| 1978      | Приказка за загубеното време        |       | Гошко                                                                     |
| 1976-1980 | Записки по българските въстания     | 13    | Никола Караджов, търговец от Клисура (в 5 серии: VI, VIII, IX, XII, XIII) |
| 1975      | Апостолите                          | 2     | Никола Караджов                                                           |
| 1974      | Засада                              |       | Славчо                                                                    |
| 1967-1974 | Произшествия на сляпата улица       | 6     | Добри Тодоров Христов (в V серия - „Прилепите летят нощем“-1974)          |
| 1973      | Най-добрият човек, когото познавам! |       | крадецът на пергелите                                                     |
| 1973      | Мандолината                         |       | добруджанчето                                                             |
| 1967      | Шибил                               |       | Стефан                                                                    |
| 1967      | Морето                              |       |                                                                           |